# Ден Хартог, Ари
Ари ден Хартог (нидерл. Arie den Hartog; 23 апреля 1941, Zuidland — 7 июня 2018, Эхт-Сюстерен, Лимбург) — голландский шоссейный велогонщик, выступавший на профессиональном уровне в период 1964—1970 годов. Победитель таких престижных гонок как «Милан — Сан-Ремо», «Вуэльта Каталонии», «Амстел Голд Рейс», участник супервеломногодневок «Тур де Франс», «Джиро д’Италия» и «Вуэльта Испании».

## Биография
Ари ден Хартог родился 23 апреля 1941 года в городе Зёйдланд провинции Южная Голландия, Нидерланды.
Первого серьёзного успеха на международной арене добился в сезоне 1962 года, когда, ещё будучи любителем, вошёл в основной состав голландской национальной сборной и побывал на шоссейном чемпионате мира в Сало, откуда привёз награду бронзового достоинства, выигранную в групповой гонке — здесь его обошли только итальянец Ренато Бончьони и датчанин Оле Риттер. Также в этом сезоне занял второе место в генеральной классификации многодневной гонки «Олимпия Тур». Выиграл шестой и седьмой этапы «Тура Австрии».
В 1963 продолжил показывать высокие результаты на любительском уровне, расположился на третьей строке в итоговом зачёте «Тура Австрии», был лучшим на втором и седьмом этапах «Олимпия Тура», заняв в генеральной классификации третье место.
Дебютировал среди профессионалов в 1964 году в составе французской команды Saint-Raphael-Gitane. Выиграл гонки «Париж — Камамбер», «Тур де л'Эро», «Гран-при Бельгии», занял шестое место на «Вуэльте Андалусии», удачно выступил на «Туре Люксембурга», где был лучшим на двух этапах и одержал победу в генеральной классификации. Помимо этого, победил на отдельном этапе «Вуэльты аль Леванте», показал второй результат на «Гран-при Наций».
В 1965 году ден Хартог перешёл в новосозданный французский клуб Ford France-Gitane и в этом сезоне одержал одну из главных побед в своей спортивной карьере — занял первое место на монументальной классике «Милан — Сан-Ремо». Поднимался на пьедестал почёта и в нескольких других престижных гонках, как то «Гран-при Бельгии», «Тур Люксембурга», «Четыре дня Дюнкерка». Финишировал в десятке сильнейших на «Гран-при Франкфурта», «Гран-при Наций», «Париж — Ницца». Завоевал серебряную медаль на чемпионате Нидерландов в групповой гонке, тогда как на чемпионате мира в Сан-Себастьяне пришёл к финишу седьмым. Тогда же впервые принял участие в супервеломногодневке «Тур де Франс», однако на одном из этапов сошёл с дистанции.
В 1966 году выиграл «Вуэльту Каталонии», победил на втором этапе «Тура Бельгии», был призёром на нескольких менее значимых соревнованиях. Расположился на 45 позиции в итоговом протоколе «Тур де Франс».
В период 1967—1968 годов представлял другую французскую команду Bic, с которой отметился победой в классической однодневной гонке «Амстел Голд Рейс». Дебютировал в гранд-турах «Джиро д’Италия» и «Вуэльта Испании», показал свой лучший результат в генеральной классификации «Тур де Франс» — 26 место.
В 1969—1970 годах состоял в голландском клубе Caballero. В этот период занимал второе место на «Гран-при Канн», третье место на «Туре Люксембурга» и «Туре Северо-Западной Швейцарии», показал четвёртый результат на «Туре Швейцарии».
После завершения спортивной карьеры открыл собственный веломагазин.
Умер 7 июня 2018 года в коммуне Эхт-Сюстерен в возрасте 77 лет.